# Liste der Palais in München

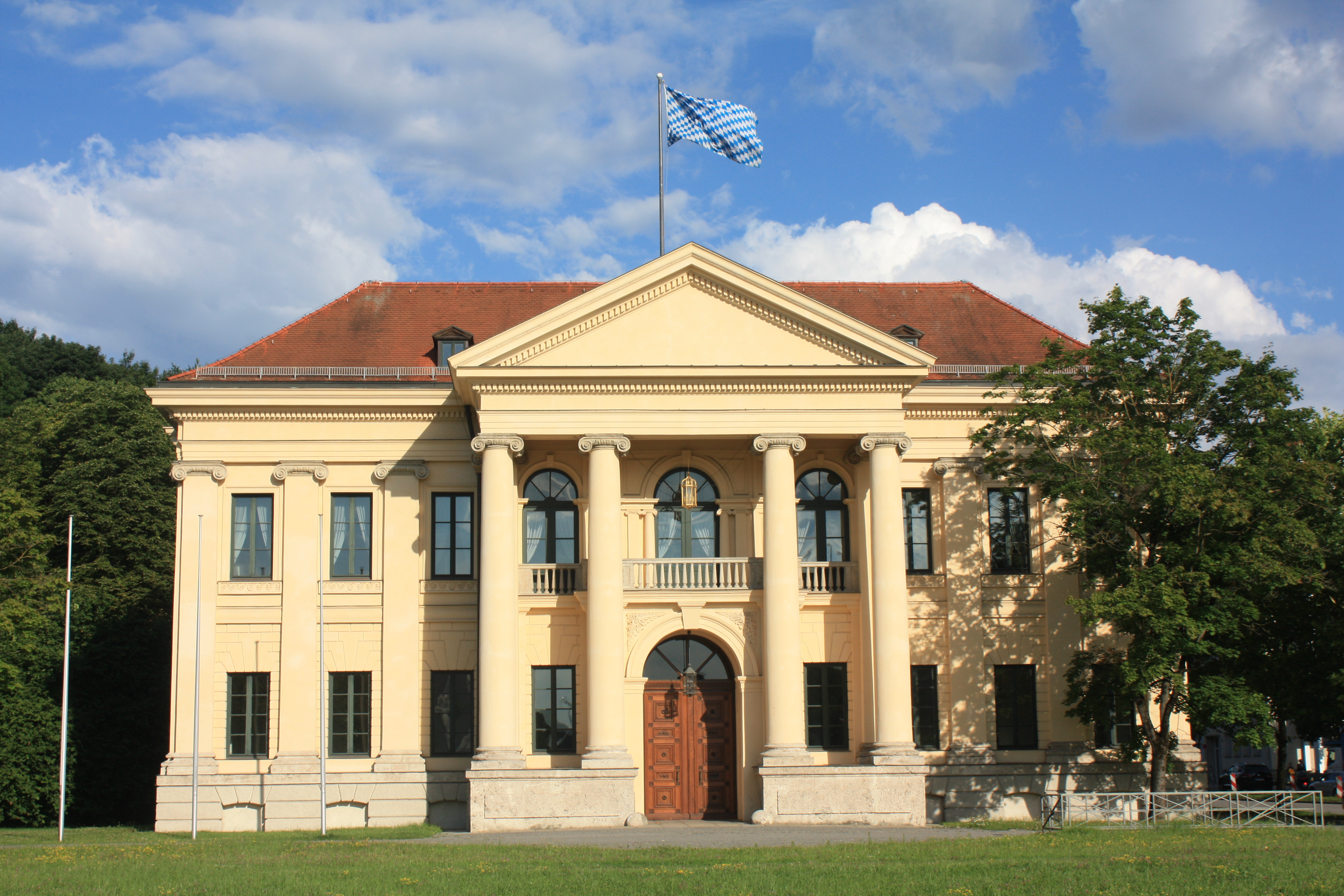
Prinz-Carl-Palais

Diese Seite gibt einen Überblick über Stadtpalais im Stadtgebiet von München. Dies sind zum einen Residenzen des Stadtadels und zum anderen Zweitwohnsitze des Landadels. Für die Residenzen der Herzöge von Bayern und Amtssitze von Adligen in ihrem Herrschaftsbereich wie z. B. Hofmarkschlösser einer Hofmark siehe die Liste der Burgen und Schlösser in München.

## Erhaltene Palais
Zu den – zum Teil in veränderter Form – noch erhaltenen Palais zählen:
| Name                                       | Standort                                                      | Architekt                                                  | Bauherr                                                               | Bauzeit | Baustil | Nutzung | Bild                     |
| ------------------------------------------ | ------------------------------------------------------------- | ---------------------------------------------------------- | --------------------------------------------------------------------- | --- | --- | --- | ------------------------ |
| Palais Rechberg oder auch Radspielerhaus   | Hackenviertel, Hackenstraße 7 (Standort)                      | Jean Baptiste Métivier                                     | Revisionsrat Johann Rudolf Wämpl                                      | 1678 Umbau 1817 | Barock (ursprünglich) frühklassizistische Fassade                                                                  | 1668: Besitz der Familie Rechberg 1848: Kauf durch Josef Radspieler Geschäfts- und Wohnhaus | weitere Bilder           |
| Palais Porcia oder auch Portia oder Porzia | Kreuzviertel, Kardinal-Faulhaber-Straße 12 (Standort)         | Enrico Zuccalli François de Cuvilliés                      | Maria Anna Katharina Gräfin Fugger und ihren Ehemann Paul Graf Fugger | 1693 Umbau 1731–1737 | Barock (ursprünglich) Rokoko (nach Umbau)                                                                          | 1731: Besitz von Josepha Maria Gräfin Morawitzky und deren späterem Mann, dem Fürsten Porcia 1819: Literarische Gesellschaft 1934: Bayerische Vereinsbank/HypoVereinsbank                                | weitere Bilder           |
| Palais Spreti                              | Kreuzviertel, Kardinal-Faulhaber-Straße 6 (Standort)          |                                                            | Toerring-Jettenbach                                                   | 1720 | Spätbarock Wiederaufbau nach dem Zweiten Weltkrieg stark vereinfacht, 1970 drittes Stockwerk aufgesetzt            | 1726–1786: Besitz der Grafen von Spreti heute Bürogebäude | weitere Bilder           |
| Palais Preysing                            | Graggenau, Residenzstraße 27 (Standort)                       | Joseph Effner                                              | Johann Maximilian IV. Emanuel von Preysing                            | 1723–1728 | Rokoko | 1835–1898: Bayerische Hypotheken- und Wechsel-Bank danach Geschäfte, Ladenpassage und Praxen | weitere Bilder           |
| Palais Lerchenfeld                         | Hackenviertel, Damenstiftstraße 8 (Standort)                  | Ignaz Anton Gunetzrhainer (vermutlich)                     | Familie Lerchenfeld                                                   | 1726 nach dem Zweiten Weltkrieg nur die Fassade erhalten und neu hinterbaut | Rokoko | heute: Friedhofsverwaltung und Städtische Bestattung München | weitere Bilder           |
| Palais Minucci                             | Kreuzviertel, Salvatorplatz 2 (Standort)                      | Lorenzo Perti (ursprünglich)                               | Familie Minucci                                                       | (Ursprungsbau 1675) Es wurde 1731 als Neubau oder Umgestaltung des Westteil des ehem. Theatinerklosters (von L. Perti) für Ferdinand Graf von Minucci im spätbarocken Stil errichtet. | Rokoko | 1731: Stadtpalais der Grafen Minucci. Von 1893 bis 2012 befand sich hier das Stammhaus der Buchhandlung Hugendubel. Danach zog der Badezimmerausstatter Obermaier Bäder in die Räume von Hugendubel ein. | Palais Minucci           |
| Palais Holnstein                           | Kreuzviertel, Kardinal-Faulhaber-Straße 7 (Standort)          | François de Cuvilliés der Ältere                           | Kurfürst Karl Albrecht                                                | 1735–1737 | Rokoko | für Franz Ludwig von Holnstein, Sohn des Bauherrn seit 1821 Sitz des Erzbischofes von München und Freising                                                                                               | weitere Bilder           |
| Palais Neuhaus-Preysing                    | Kreuzviertel, Prannerstraße 2 (Standort)                      | Philipp Köglsperger nach Entwurf von François de Cuvilliés | Familie von Neuhaus                                                   | 1737: Erweiterung eines vorhandenen Anwesens | Rokoko | 1760: Familie von Perfall 1797: Grafen von Preysing–Moos ab 1898: versch. Banken | weitere Bilder           |
| Palais Toerring-Jettenbach                 | Graggenau, Residenzstraße 2 (am Max-Joseph-Platz) (Standort)  | Ignaz Anton Gunetzrhainer                                  | Ignaz von Törring                                                     | 1747–1754 | Rokoko (ursprünglich) 1825 klassizistischer Anbau durch Leo von Klenze 1858: Erweiterung zur Ostseite am Hofgraben | 1836: Umwidmung zur Hauptpost im Zweiten Weltkrieg zerstörter Westteil (Rokoko) nicht wiederhergestellt 2009: Umbau zu Geschäfts- und Wohnhaus                                                           | weitere Bilder           |
| Palais Gise                                | Kreuzviertel, Prannerstraße 9 (Standort)                      | Karl Albert von Lespilliez (vermutet)                      | Familie von Taufkirchen                                               | 1760–1765 | Rokoko (nur Fassade erhalten)                                                                                      | 1831: Familie von Arco 1837: Freiherr Friedrich August von Gise 1906: versch. Banken und Firmen, Nutzung als Bürohaus                                                                                    | weitere Bilder           |
| Palais Seinsheim                           | Kreuzviertel, Prannerstraße 7 (Standort)                      |                                                            | Joseph Franz Maria von Seinsheim                                      | 1764–1770 1809: Umbau 1949: Wiederaufbau und Verlängerung | Rokoko, Frühklassizismus                                                                                           | 1984: Bayerischer Städtetag | Palais Seinsheim         |
| Prinz-Carl-Palais                          | Maxvorstadt, Franz-Josef-Strauß-Ring 5 (Standort)             | Karl von Fischer Jean Baptiste Métivier (Erweiterung)      | Pierre de Salabert                                                    | 1804–1806 1827: Erweiterung | Klassizismus | 1825: Karl von Bayern 1876: Österreichische Gesandtschaft 1968: Sitz des Bayerischen Ministerpräsidenten für Repräsentationszwecke                                                                       | weitere Bilder           |
| Palais Woronzow                            | Hackenviertel, Herzogspitalstraße 12 (Standort)               | Jean Baptiste Métivier                                     | Jakob Ludwig                                                          | 1807/08 1820: Fassade und Erweiterung | Klassizismus | 1822–1825: Iwan Illarionowitsch Woronzow-Daschkow (russischer Gesandter) heute: Oberlandesgericht München                                                                                                | Palais Woronzow          |
| Palais Montgelas                           | Kreuzviertel, Promenadeplatz 2 (Standort)                     | Emanuel Herigoyen                                          | Maximilian von Montgelas                                              | 1811–1813 | Klassizismus | 1817–1933: Bayerisches Staatsministerium des Äußern 1933–1945: Bayerische Staatskanzlei 1969: Umbau und Integration ins Hotel Bayerischer Hof                                                            | weitere Bilder           |
| Palais Toerring-Seefeld                    | Maxvorstadt, Karolinenplatz 4 (Standort)                      | Karl von Fischer Wiederaufbau: Karl Kergl                  | Graf von Toerring-Seefeld                                             | 1812 nach 1946: Wiederaufbau | Klassizismus | 2015: Deutsche Akademie der Technikwissenschaften | Palais Toerring-Seefeld  |
| Prinz-Georg-Palais auch Palais Hompesch    | Maxvorstadt, Karolinenplatz 5 (Standort)                      | Karl von Fischer                                           | Franz Wilhelm von Asbeck                                              | 1812 | Klassizismus 1896: Umbau im Stil des Neobarock                                                                     | 1821: Besitz des Hauses Hompesch um 1900:Prinz Georg von Bayern heute: Sparkassenverband Bayern | Prinz-Georg-Palais       |
| Palais Leuchtenberg                        | Maxvorstadt, Odeonsplatz 4 (Standort)                         | Leo von Klenze                                             | Eugène de Beauharnais, Herzog von Leuchtenberg                        | 1817–1821 1943/45: zerstört 1963–1967: Wiederaufbau mit rekonstruierter Fassade | Klassizismus | 1852–1933: Nutzung durch das Haus Wittelsbach seit 1967: Bayerisches Staatsministerium der Finanzen, für Landesentwicklung und Heimat                                                                    | weitere Bilder           |
| Palais Arco                                | Maxvorstadt, Brienner Straße 10 (Standort)                    | Leo von Klenze                                             | Maximilian von Arco-Zinneberg                                         | 1824 | Klassizismus | Erweiterung des benachbarten Palais Arco-Zinneberg | weitere Bilder           |
| Palais Almeida                             | Maxvorstadt, Brienner Straße 14 (Standort)                    | Jean Baptiste Métivier                                     | Baronin Sophie Bayrstorff                                             | 1824 | Klassizismus | heute Büro- und Geschäftshaus | weitere Bilder           |
| Palais Eichthal                            | Maxvorstadt, Brienner Straße 12 (Standort)                    | Leo von Klenze                                             | Simon von Eichthal                                                    | 1824–1825 | Klassizismus | nach 1945: Büro- und Geschäftshaus | Palais Eichthal          |
| Palais Arco-Zinneberg                      | Maxvorstadt, Wittelsbacherplatz 1 (Standort)                  | Leo von Klenze                                             | Maximilian von Arco-Zinneberg                                         | 1824–1825 1959/60: Wiederaufbau mit rekonstruierter Fassade | Klassizismus | 1928: Geschäftshaus 1960: Büro- und Geschäftshaus | weitere Bilder           |
| Palais Moy                                 | Kreuzviertel, Brienner Straße 1 (Standort)                    | Leo von Klenze                                             | Adelsgeschlecht Moy de Sons                                           | 1824/25 | Klassizismus | heute Büro- und Geschäftshaus | weitere Bilder           |
| Palais Brienner Straße 7                   | Maxvorstadt, Brienner Straße 7 (Standort)                     | Leo von Klenze                                             |                                                                       | 1825 nach 1945: Wiederaufbau und Sanierung | Klassizismus | Geschäfts-, Ärzte- und Bürohaus | Palais Brienner Straße 7 |
| Palais Ludwig Ferdinand                    | Maxvorstadt, Wittelsbacherplatz 4 (Standort)                  | Leo von Klenze                                             | Leo von Klenze 1878: Alfons und Ludwig Ferdinand von Bayern           | 1825/26 | Klassizismus | seit 1957 Sitz der Hauptverwaltung der Siemens AG | weitere Bilder           |
| Palais Dürckheim                           | Maxvorstadt, Türkenstraße 4 (Standort)                        | Franz Jakob Kreuter                                        | Graf Friedrich Wilhelm Alfred von Dürckheim-Montmartin (1794–1879)}   | 1842–1844 | Neorenaissance | 1855: Preußische Gesandtschaft 1946–1968: Landeskriminalamt seit 1977: Besitz der Bayerischen Landesbank                                                                                                 | weitere Bilder           |
| Palais Seyssel d’Aix                       | Maxvorstadt, Kaulbachstraße 13 (Standort)                     |                                                            | Carl Reschreiter                                                      | 1856 1914: Umgestaltung | Biedermeier | 1874: königlicher Kämmerer Edwin Graf von Seyssel d’Aix 1954: Institut français | weitere Bilder           |
| Pacelli-Palais                             | Schwabing, Georgenstraße 8 (Standort)                         | Joseph Hölzle                                              | Joseph Hölzle                                                         | 1880/81 | ursprünglich Neorenaissance 1901: Umbau im Stil des Neobarock                                                      | | weitere Bilder           |
| Palais Bissing                             | Schwabing, Georgenstraße 10 (Standort)                        | Joseph Hölzle Ernst Robert Fiechter                        | Friedrich Wilhelm von Bissing                                         | 1880/81 1902/03: Umbau | ursprünglich Neorenaissance Umbau im Stil der Reformarchitektur                                                    | | weitere Bilder           |
| Palais Bernheimer                          | Maxvorstadt, Lenbachplatz 3 (Standort)                        | Friedrich von Thiersch                                     | Lehmann Bernheimer                                                    | 1889–1891 | Neobarock | Geschäfts- und Bürohaus | weitere Bilder           |
| Palais Crailsheim                          | Schwabing, Seestraße 20 (Standort)                            | Josef Vasek                                                |                                                                       | 1891/92 | Neorenaissance | | weitere Bilder           |
| Palais Berchem                             | Maxvorstadt, Brienner Straße 22 (Standort)                    | Gabriel von Seidl                                          | Cajetan Graf von Berchem                                              | 1897/98 | Neoklassizismus | heute: Bayerische Landesbank | weitere Bilder           |
| Palais Schrenck-Notzing                    | Maxvorstadt, Max-Joseph-Straße 9 (Standort)                   | Gabriel von Seidl                                          | Albert von Schrenck-Notzing                                           | 1904–1906 | Neorenaissance | 1946: Bayerischer Bauernverband | weitere Bilder           |
| Arco-Palais                                | Kreuzviertel, Theatinerstraße 7, Ecke Maffeistraße (Standort) | Oswald Bieber Georg Meister                                | Adelshaus Arco                                                        | 1908–1910 | barockisierender Jugendstil                                                                                        | Geschäftshaus | weitere Bilder           |
| Fleischerschlösschen                       | Bogenhausen, Ismaninger Straße 109 (Standort)                 | Heilmann & Littmann                                        | Ernst Philipp Fleischer                                               | 1909–1923 | Neobarock | Künstlerhaus, dann Sitz des Reichsfinanzhofs und des Bundesfinanzhofs | weitere Bilder           |

## Untergegangene Palais
Insbesondere durch den Zweiten Weltkrieg wurden zahlreiche Palais so stark beschädigt, dass man sich dazu entschloss sie nicht wieder aufzubauen. Auch das Gebäude des alten Landtags, das um das ehemalige Palais des Grafen Seeau (in der Prannerstraße 20) gewachsen war, letztmals umgebaut und mit neuer Fassade versehen, von Max von Siebert, 1884, ist verloren. Zu den bekannteren Palais, die heute nicht mehr existieren, zählen:
| Name                         | Standort                                                      | Architekt                                | Bauherr                                                          | Bauzeit                               | Baustil            | Abgegangen                                                               | Bild                                                      |
| ---------------------------- | ------------------------------------------------------------- | ---------------------------------------- | ---------------------------------------------------------------- | ------------------------------------- | ------------------ | ------------------------------------------------------------------------ | --------------------------------------------------------- |
| Palais Hörwarth              | Kreuzviertel, Promenadeplatz 12 (Standort)                    | Caspar Feichtmayr                        | Adelsfamilie Hörwarth                                            | nach 1650                             | Barock             | 1887 abgerissen für den Bau des Parcus-Hauses                            |                                                           |
| Maffei-Palais                | Kreuzviertel, Promenadeplatz 8 (Standort)                     | Enrico Zuccalli und Martin Gunetzrhainer | ursprünglich Stürzerhaus, später im Besitz des Ritter von Maffei | nach 1685                             | Barock             | 1945: zerbombt 1951: abgerissen                                          |                                                           |
| Palais Piosasque de Non      | Kreuzviertel, Theatinerstraße 16 (Standort)                   | François de Cuvilliés d. Ä.              | Joseph Graf Piosasque de Non                                     | 1726–1732                             | Rokoko             | 1944 (zerbombt)                                                          | Palais Piosasque de Non                                   |
| Palais Lotzbeck              | Maxvorstadt, Karolinenplatz 3 (Standort)                      | Karl von Fischer                         | Franz Wilhelm Freiherr von Asbeck                                | 1809 1896: Umbau                      | Klassizismus       | 1944: zerbombt 1955: abgebrochen                                         | Palais Lotzbeck                                           |
| Herzog-Max-Palais            | Maxvorstadt, Ludwigstraße 13 (Standort)                       | Leo von Klenze                           | Herzog Max Joseph in Bayern                                      | 1828–1831                             | Klassizismus       | 1937/38 (abgerissen)                                                     | weitere Bilder                                            |
| Palais Barlow                | Maxvorstadt, Brienner Straße 34 (Standort)                    | Jean Baptiste Métivier                   | Karl Freiherr von Lotzbeck (1828)                                | 1828 1876: Richard Barlow 1930: NSDAP | Klassizismus       | Als "Braunes Haus" berüchtigte Parteizentrale der NSDAP; 1945 (zerbombt) | weitere Bilder                                            |
| Palais Schönborn-Wiesentheid | Maxvorstadt, Ottostraße 19 (Standort)                         | Franz Jakob Kreuter                      | Damian Hugo Erwein von Schönborn-Wiesentheid                     | 1843–1846                             | Neorenaissance     | 1944: zerbombt 1952: abgetragen und vereinfacht aufgebaut                | Palais Schönborn-Wiesentheid nach dem Umbau im Jahr 1884. |
| Wittelsbacher Palais         | Maxvorstadt, Brienner Straße 20, Ecke Türkenstraße (Standort) | Friedrich von Gärtner                    | Maximilian II. Joseph                                            | 1843–1848                             | Backstein-Neogotik | 1944: zerbombt 1964: abgebrochen                                         | weitere Bilder                                            |
| Rosenthal Antiquariat        | Maxvorstadt, Brienner Straße 26 (Standort)                    | Gustav von Cube                          | Jacques Rosenthal                                                | 1909–1911                             |                    | 1944 (zerbombt)                                                          |                                                           |

## Verzeichnis aller Adelspaläste
17. Jahrhundert:
Palais Au (Ow),
Palais Berchem I,
Palais Maffei,
Palais Neuhaus (Palais Perfall, Palais Preysing III),
Palais Perusa I,
Palais Preysing I und Palais Hörwarth (Parcus-Haus),
Palais Rechberg I (Radspielerhaus),
Palais Rechberg II (Castell-Haus),
Palais Thürheim,
Palais Törring-Seefeld,
Palais Törring-Stein,
Palais Wahl I (Palais Getto),
Palais Waldkirch (Palais Vacchiery),
Palais Wartenberg (Haslingerhaus)
18. Jahrhundert:
Palais Fugger (Palais Portia),
Palais Lamberg,
Palais Spreti (Palais Wahl II),
Palais Preysing II,
Palais Piosasque de Non (Palais Eichthal I),
Palais Lerchenfeld,
Palais Minucci,
Palais Kuen-Belassy,
Palais Holnstein (Palais Königsfeld, Erzbischöfliches Palais),
Palais Morawitzky,
Palais Fugger-Zinneberg (Alte Akademie, Königliches Palais, Palais Birkenfeld, Cotta-Haus),
Palais Törring-Jettenbach (Törring-Palais, Hauptpost/Residenzpost),
Palais Arco (Palais Gise),
Palais Seinsheim,
Palais Rheinstein-Tattenbach
Palais Seeau
19. Jahrhundert:
Palais Salabert (Palais/Pavillon Royal, Prinz-Carl-Palais),
Palais Woronzow,
Palais Asbeck (Palais Lotzbeck),
Palais Degenfeld (Nuntiatur, »Schwarzes Haus«),
Palais Montgelas I,
Kronprinzenpalais (Palais Törring-Gutenzell, Törringpalais),
Palais Hompesch (Prinz-Georg-Palais),
Palais Leuchtenberg (Palais Prinz Luitpold),
Palais Moy,
Palais Berchem II,
Palais Montgelas II,
Palais Oettingen-Wallerstein,
Palais Bayrstorff (Palais Almeida, Palais Bayrstorff-Almeida),
Palais Mejan,
Palais Eichthal II,
Palais Arco-Zinneberg,
Palais Ludwig Ferdinand (Palais Alfons),
Wittelsbacher Palais,
Palais Tascher de la Pagerie,
Herzog-Max-Palais (Carl-Theodor-Palais),
Palais Metivier (Palais Pallavicini, Palais Barlow, »Braunes Haus«),
Palais Dürckheim-Montmartin,
Palais Schönborn-Wiesentheid,
Palais Hohenzollern–Sigmaringen
20. Jahrhundert:
Palais Leopold (Königin-Therese-Villa),
Palais Schrenck-Notzing,
Villa Bechtolsheim